# Вулиця Калнишевського (Львів)
Ву́лиця Калнише́вського — вулиця в Залізничному районі Львова на Левандівці. Простягається від вулиці Повітряної на північ паралельно до Суботівської та Немирівської. З непарного боку до Калнишевського прилучаються вулиці Кругова, Роксоляни, Мундяк та Блажкевич. Нумерація будинків ведеться від вулиці Повітряної. 

## Історія та забудова
Прокладена наприкінці 1920 років. До 1958 року була частиною сучасної вулиці Низинної. З часу відокремлення до 1992 року мала назву — вулиця Хабарівська, на честь російського міста Хабаровська. Сучасна назва, від 1992 року, на честь останнього кошового отамана Запорозької Січі Петра Калнишевського. 
Забудова: дво- і триповерхова барачна 1950-х років і чотири- та п'ятиповерхова 1960-х років.
№ 1 — житловий будинок, збудований у 1960—1970-х роках для працівників Львівської залізниці. Ухвалою № 59 ЛМР від 26 вересня 2002 року будинок прийнятий від дистанції цивільних споруд на станції «Львів» Львівської залізниці у власність територіальної громади міста Львова.
№ 2, 4, 6, 7, 8, 11, 19 — двоповерхові гуртожитки та житлові будинки барачного типу 1950-х років. 
№ 13 — триповерховий житловий будинок барачного типу, збудований у 1950-х років. Колишній гуртожиток.
№ 16 — чотириповерховий житловий будинок, збудований у 1960-х роках. Від радянських часів тут міститься магазин «Автозапчастини», продуктова крамниця та бар. У 1970-х — 1980-х роках тут також був комісійний магазин із продажу автомобілів, до початку 1990-х це був основний пункт торгівлі новими й уживаними автомобілями у Львові. Нині на місці колишнього автобазару — автостоянка.
№ 17-А — п'ятиповерховий житловий будинок, збудований у 1960-х роках. За радянських часів тут містився магазин промкооперації.
У травні 1994 року з вулиці Хабарівської на вулицю Богданівську, 44 перенесений авторинок, що нині має назву — «Кривчиці». Причиною перенесення ринку — необхідність у збільшенні торговельних площ, створенні повноцінної інфраструктури, покращанні умов обслуговування і, що найголовніше,  у забезпеченні повної безпеки покупців та продавців автомобілів.

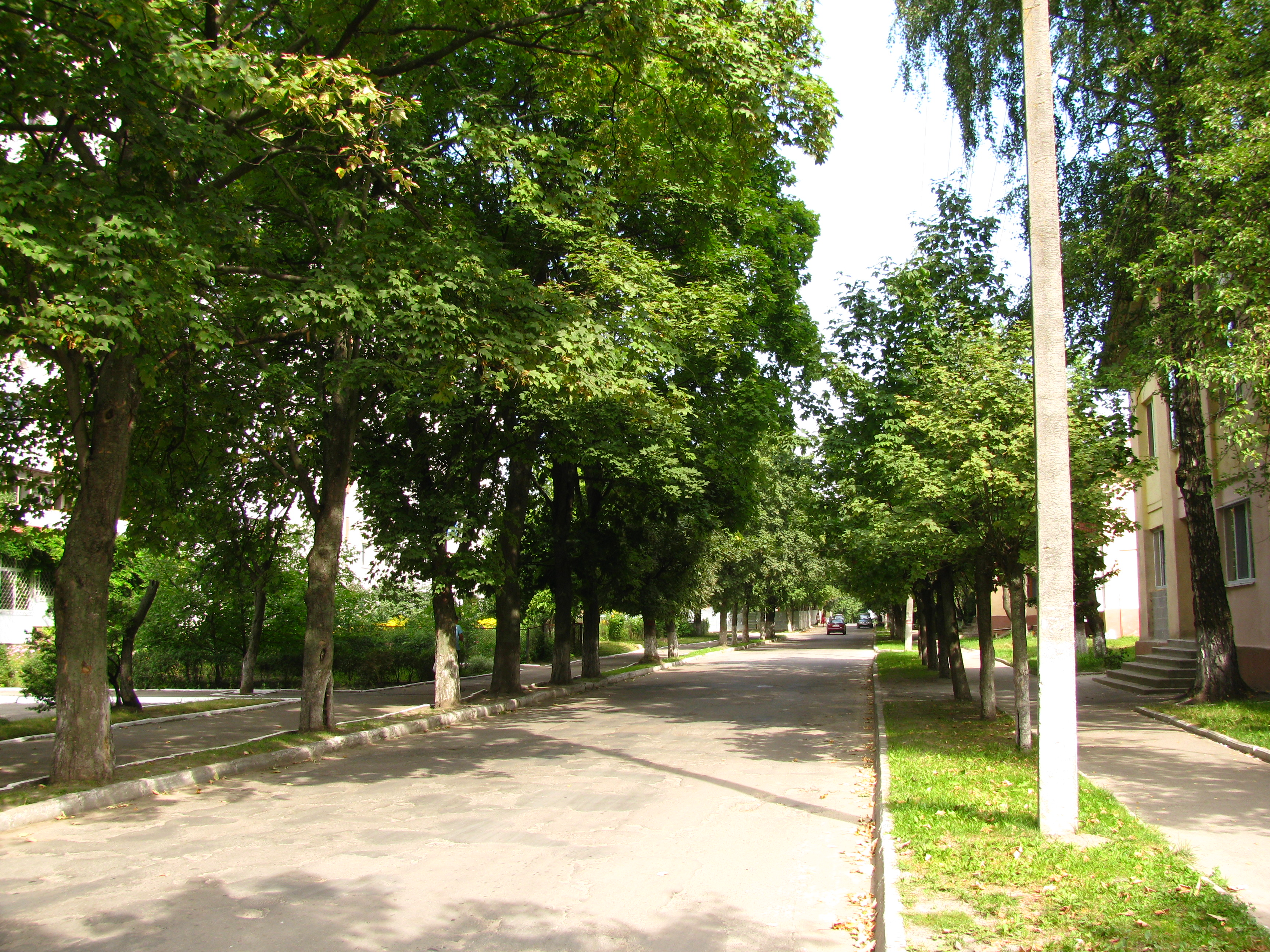
Початок вулиці Калнишевського
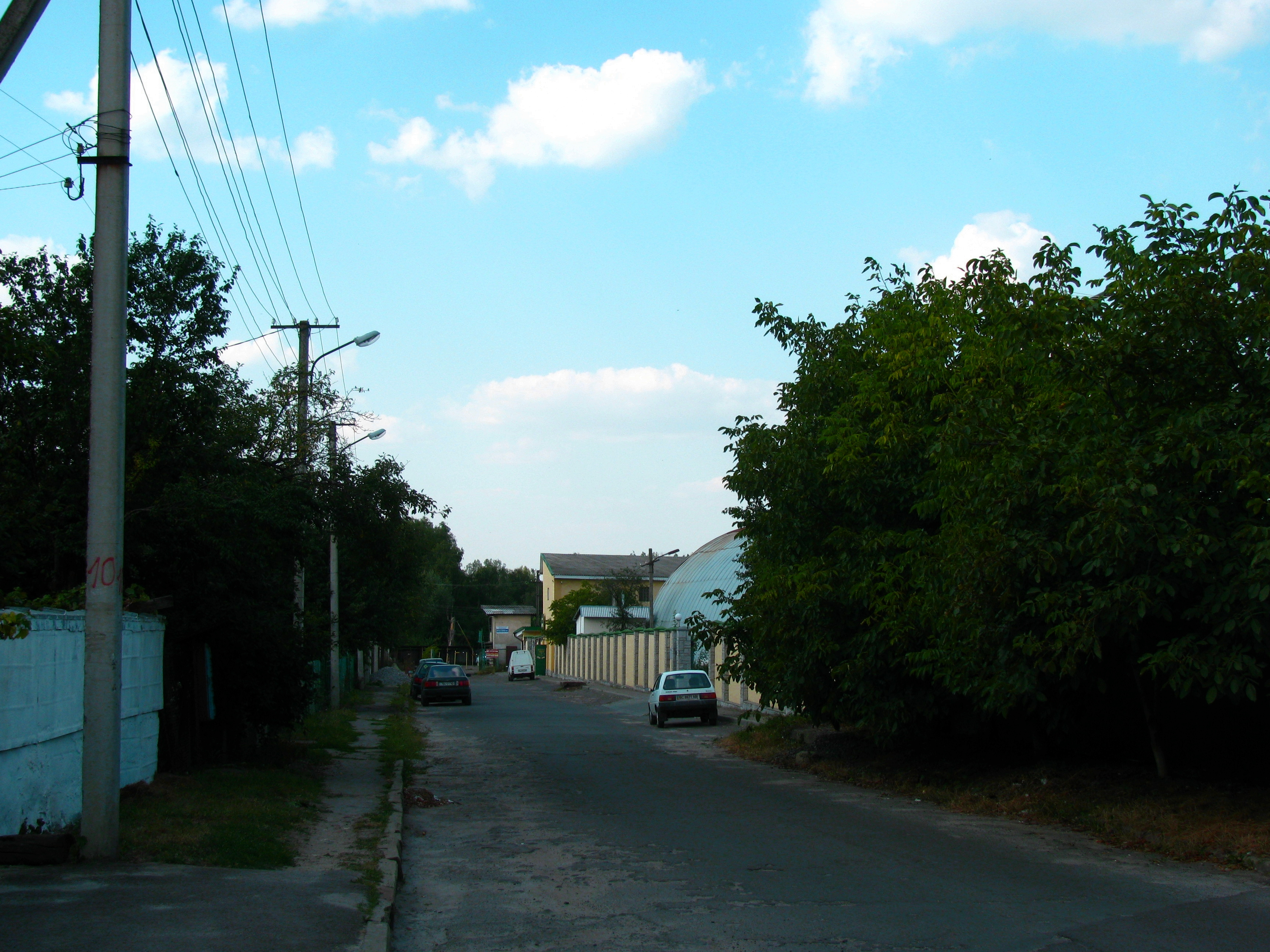
Кінець вулиці Калнишевського